# Mas Pilar
El Mas Pilar és un edifici del municipi de Sant Feliu Sasserra (Bages) protegida com a bé cultural d'interès local.

## Descripció
Es tracta d'una masia de planta rectangular orientada a llevant, coberta a doble vessant i amb el carener paral·lel a la façana principal. Al primer pis s'obrí un pas elevat amb balustrada perpendicular a la masia i de considerables proporcions. A migdia un gran porxo il·lumina l'interior i a llevant i a tramuntana s'organitzà la part alta amb un seguit de finestres de mig punt alineades. Al sector nord s'hi construí una capella dedicada a santa Júlia i santa Bàrbara.
Els murs són de maçoneria arrebossats i moltes de les obertures són allindanades amb pedra. Els angles cantoners són reforçats per carreus de pedra de mida gran, ben escairats i polits.

## Història
La masia fou construïda durant el segle xvii. Un seguit de llindes mostren inscrites les dates de 1673 i 1680. La llinda de la porta té la següent inscripció:"R Stci Vicenti de Caldres. Gabiella Bregas".
Molt a prop hi ha la capella del mas, dedicada a sant Julià i santa Bàrbara.